# Wappen Georgiens
Das Wappen Georgiens (georgisch საქართველოს გერბი) gibt es in einer großen und einer kleinen Ausführung.
Das heutige Wappen, das auf dem mittelalterlichen Wappen der georgischen Herrscherdynastie Bagratiden basiert, wurde am 1. Oktober 2004 mit 103 gegen drei Stimmen vom Parlament beschlossen und löste das 1990 eingeführte Wappen ab, in dem sich der Heilige Georg in einem Stern befand.

## Symbolik
Das große Staatswappen zeigt einen roten Schild, auf dem Georgiens Schutzpatron, der Heilige Georg, als silbernen Reiter mit einem goldenen Heiligenschein abgebildet ist. Er bezwingt einen silbernen Drachen mit silbernem Speer. Über dem Schild steht die georgisch-iberische Krone. Er wird von zwei goldenen, einander ansehenden Löwen gehalten. Unter dem Schild befindet sich ein stilisierter Weingarten, in den ein Spruchband mit dem Nationalmotto und zwei roten Kreuzen der Flagge Georgiens geflochten ist:
Kraft durch Einheit
georgisch: ძალა ერთობაშია, dsala ertobaschia
Das kleine Staatswappen verwendet nur den roten Schild und die Krone, verzichtet auf die Löwen, den Weingarten und das Mottoband.

## Historische Wappen

Das Wappen der Demokratischen Republik Georgien 1918 – 1921.
Das Wappen der Georgischen SSR 1921 – 1990.
Das Wappen der Republik Georgien 1990 – 2004.

## Regionale Wappen und Flaggen
|  |  | Adscharien აჭარა Atschara                  | Flagge Adschariens                      |
|  |  | Abchasien Аҧсны Aṗsny                      | Flagge Abchasiens Wappen Abchasiens     |
|  |  | Südossetien Хуссар Ирыстон Chussar Iryston | Flagge Südossetiens Wappen Südossetiens |
|  |  | Tiflis თბილისი Tbilissi                    |                                         |